# خواهان، افغانستان

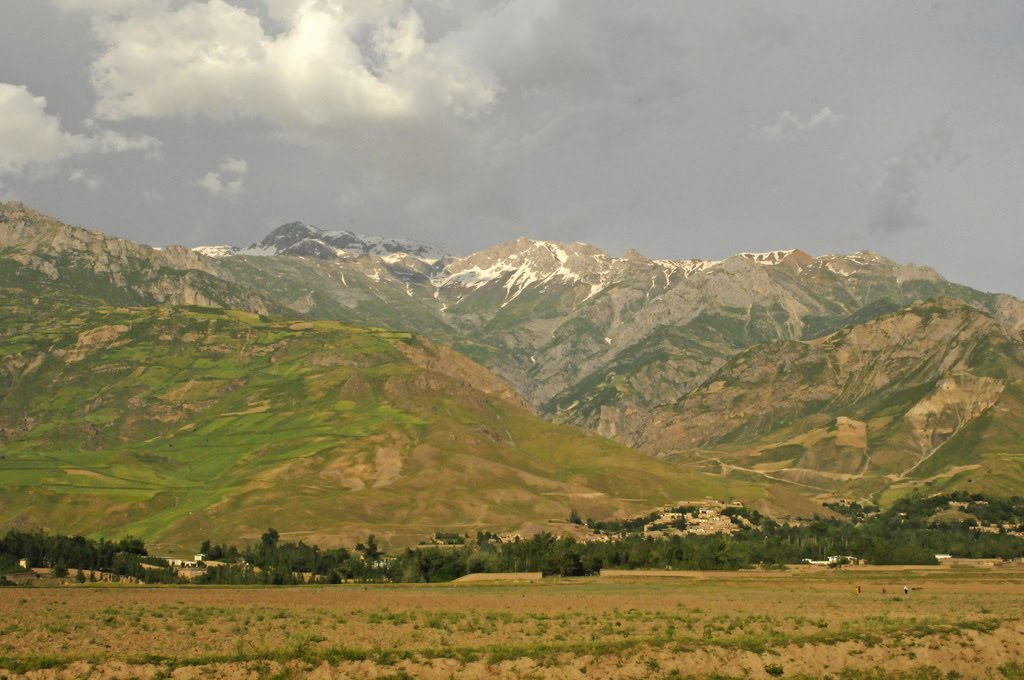
شهر خواهان، شهرستان خواهان

خواهان مرکز ولسوالی خواهان در شمال شرقی کشور افغانستان است که در ولایت بدخشان قرار دارد. جمعیت این شهر ۶۰۹۸ نفر است.